# Phoradendron polygynum
Phoradendron polygynum är en sandelträdsväxtart som först beskrevs av Karst., och fick sitt nu gällande namn av August Wilhelm Eichler. Phoradendron polygynum ingår i släktet Phoradendron och familjen sandelträdsväxter. Inga underarter finns listade i Catalogue of Life.